# Mulțime închisă multiplicativ
În algebra abstractă o mulțime închisă multiplicativ (sau mulțime multiplicativă) este o submulțime S a unui inel R în care sunt valabile următoarele două condiții:
- {\displaystyle 1\in S},
- {\displaystyle xy\in S} pentru toți {\displaystyle x,y\in S}.

Cu alte cuvinte, S este închisă pentru produsele finite, inclusiv produsul vid⁠(d) 1.
Echivalent, o mulțime multiplicativă este un submonoid al monoidului multiplicativ al unui inel.
Mulțimile multiplicative sunt importante mai ales în algebra comutativă, unde sunt folosite pentru a construi localizări⁠(d) de inele comutative.
O submulțime S a unui inel R se spune că este saturată dacă este închisă pentru diviziune: adică, ori de câte ori un produs xy este în S, elementele x și y sunt și ele în S.

## Exemple
Exemple de mulțimi multiplicative:
- complementara unui ideal prim dintr-un inel comutativ;
- mulțimea {1, x, x2, x3, ...} , unde x este un element al unui inel;
- mulțimea unităților⁠(d) unui inel;
- mulțimea divizorilor dintr-un inel care nu sunt divizori ai lui zero;
- 1 + I pentru un ideal I;
- numerele Jordan–Pólya, închiderea multiplicativă a factorialelor.

## Proprietăți
- Un ideal P al unui inel comutativ R este prim dacă și numai dacă complementara sa R \ P este închisă multiplicativ.
- O submulțime S este atât saturată, cât și închisă multiplicativ dacă și numai dacă S este complementara unei reuniuni de ideale prime.[5] În special, complementara unui ideal prim este atât saturată, cât și închisă multiplicativ.
- Intersecția unei familii de mulțimi multiplicative este o mulțime multiplicativă.
- Intersecția unei familii de mulțimi saturate este saturată.